# Coordenadas elípticas

Sistema de coordenadas elípticas.

As coordenadas elípticas são um sistema bidimensional de coordenadas curvilíneas ortogonais, onde as linhas coordenadas são elipses e hipérboles com os mesmos focos. Os focos {\displaystyle F_{1}} e {\displaystyle F_{2}} estão geralmente fixos nas posições {\displaystyle x=-a} e
{\displaystyle x=+a}, respectivamente, sobre o eixo {\displaystyle OX} de um sistema cartesiano cujos eixos são eixos de simetría das linhas coordenadas hiperbólicas e elípticas.
As coordenadas elípticas cilíndricas são um sistema tridimensional obtido rotacionando o sistema anterior em torno do eixo dos focos e adicionando uma coordenada angular polar adicional.

## Definição
A definição mais comum das coordenadas elípticas bidimensionais {\displaystyle (\mu ,\nu )} é:

{\displaystyle }
(left)

Onde:
{\displaystyle \mu \,} é um número real não-negativo e
{\displaystyle \nu \in [0,2\pi )\,}.
No plano complexo, existe uma relação equivalente dada por:
{\displaystyle x+\mathrm {i} y=a\cosh(\mu +i\nu )}
Estas definições correspondem à elipses e hipérboles. A identidade trigonométrica
{\displaystyle {\frac {x^{2}}{a^{2}}}\cosh ^{2}\mu +{\frac {y^{2}}{a^{2}}}\sinh ^{2}\mu =\cos ^{2}\nu +\sin ^{2}\nu =1}
mostra que as curvas com {\displaystyle \mu \,} constante são elipses, enquanto que a identidade trigonométrica hiperbólica
{\displaystyle {\frac {x^{2}}{a^{2}}}\cos ^{2}\nu -{\frac {y^{2}}{a^{2}}}\sin ^{2}\nu =\cosh ^{2}\mu -\sinh ^{2}\mu =1}
mostra que as curvas com {\displaystyle \nu \,} constante são hipérboles.

## Aplicações
As aplicacões clássicas das coordenadas elípticas são a resolução de equações diferenciais parciais como a equação de Laplace ou a equação de Helmholtz, para as que as coordenadas elípticas admitam separação de variáveis. Um exemplo típico é a carga elétrica que rodeia um condutor plano de largura 2a. Ou o campo de duas cargas elétricas pontuais de mesmo sinal a uma distância 2a.